# Atles Miller
L'Atlas Miller és un conjunt de mapes manuscrits finament il·luminats realitzats a Portugal cap a 1519 i conservats actualment a la Biblioteca Nacional de França. Una inscripció al revers d'un dels mapes diu que va ser fet per ordre del rei Manuel I de Portugal pel cosmògraf Lopo Homem, si bé es creu que també van intervenir en la realització de l'atles els cartògrafs Pedro Reinel, el seu fill Jorge Reinel, i l'il·luminador Antonio d'Holanda.
L'atles combina elements geogràfics i visuals de tres orígens molt diferents: les cartes portolanes, els mapes ptolemaics i les miniatures il·luminades de Flandes. La seva decoració presenta una qualitat artística superior a la de qualsevol altra obra cartogràfica portuguesa del segle XVI. Solament se li pot comparar l'Atles Vallard, fet a França en 1547 amb influències portugueses.
Dues pàgines gairebé en blanc, que només contenen una xarxa de línies de rumb a la meitat esquerra, l'existència de requadres per a text deixats buits i altres indicis mostren que l'Atlas Miller no va arribar a ser acabat. Se'n desconeix el destinatari exacte així com la manera com va arribar a la cort francesa. El seu contingut i les circumstàncies de la seva realització plantegen diverses interrogants que en alguns casos continuen sent preguntes obertes sobre la cartografia, els descobriments geogràfics i les relacions internacionals de la primera part del segle XVI.

## Descripció física
L'Atlas Miller, tal com actualment es conserva, està format per sis fulls de pergamí fi (" Jusquiam negre "). Quatre d'ells —d'uns 41,5 cm d'alt per 59 cm d'ample— mostren mapes de diverses regions del món, en alguns casos a banda i banda. Una altra, de la mateixa mida, mostra d'una banda un mapamundi circular i de l'altra una cartel·la amb una llegenda en llatí i un escut d'armes. El sisè full, més gran —d'uns 61 cm d'alt per 118 cm d'ample—, conté un mapa a cada costat, un de l'Atlàntic Nord i l'altre, del Mediterrani i regions veïnes.
Tots els mapes, texts i il·lustracions de l'atles es van dibuixar a mà. Les llegendes principals estan escrites en llatí i la majoria dels topònims en portuguès.

A continuació es mostra l'ordre en el que haurien d'haver estat enquadernades els fulls per arribar a formar l'atles original, segons l'investigador portuguès Armant Cortesão :

Pàgines 1 a 7
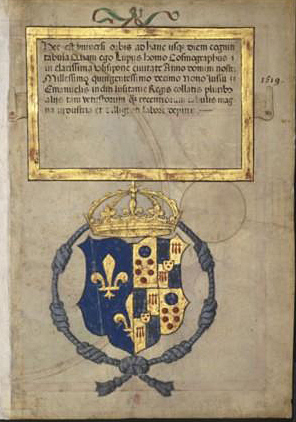
1. Portada amb llegenda que indica autor i data; l'escut d'armes és posterior.
2 i 3. Mapamundi o Hemisferi circular, de 33 cm de diàmetre.
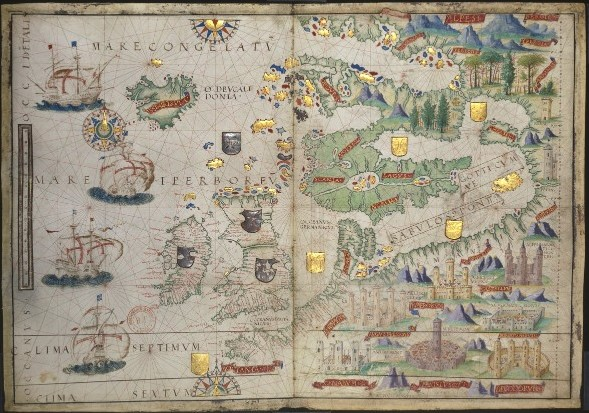
6 i 7. Mapa del nord-oest d'Europa.

Pàgines 8 a 15
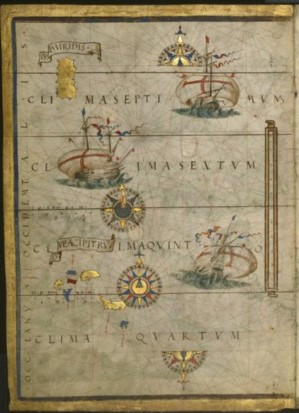
8 i 9. Mapa de les illes de l'Atlàntic Nord ; la meitat dreta, desapareguda, probablement mostrés la península Ibèrica.
10 i 11. Pàgines desaparegudes, probablement mapa d'Àfrica.
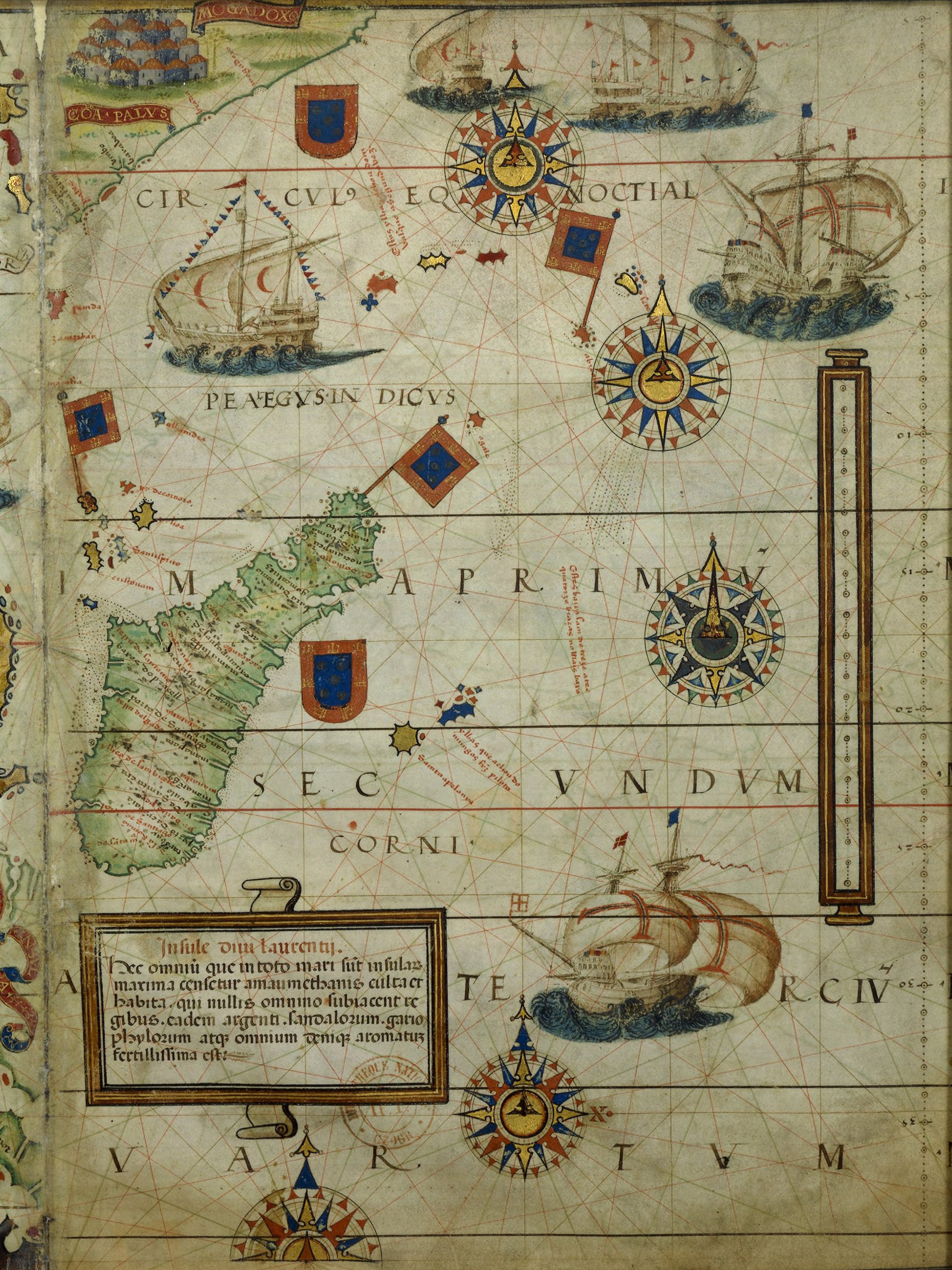
12 i 13. Mapa de Madagascar ; la meitat esquerra, desapareguda, probablement mostrés el sud d'Àfrica.
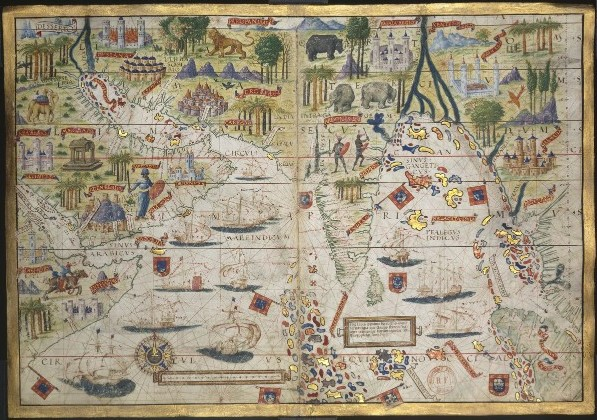
14 i 15. Mapa de l'Oceà Índic.
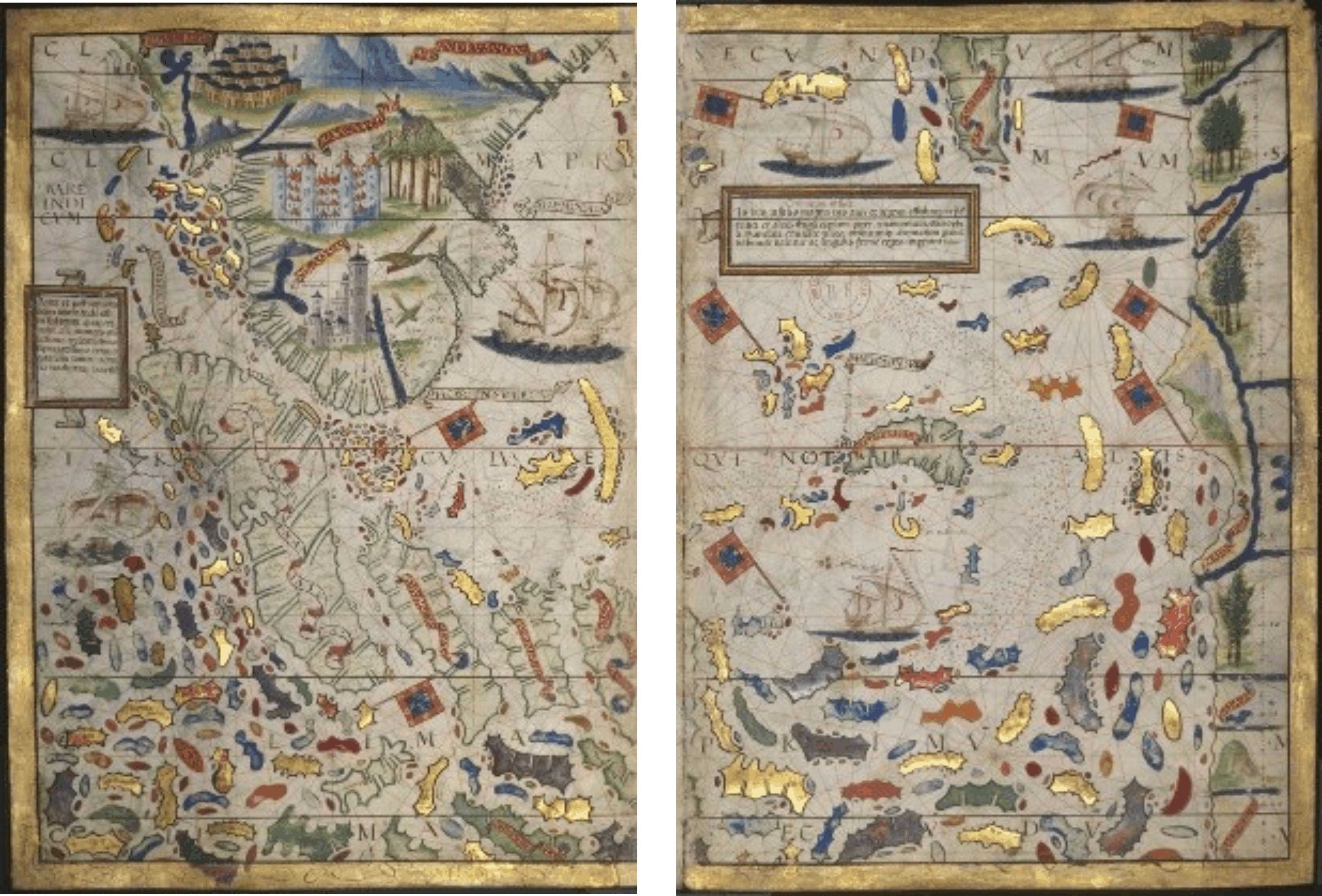
16 i 17. Mapa de les "Chinarum Insule" (Insulíndia).

Pàgines 16 a 24
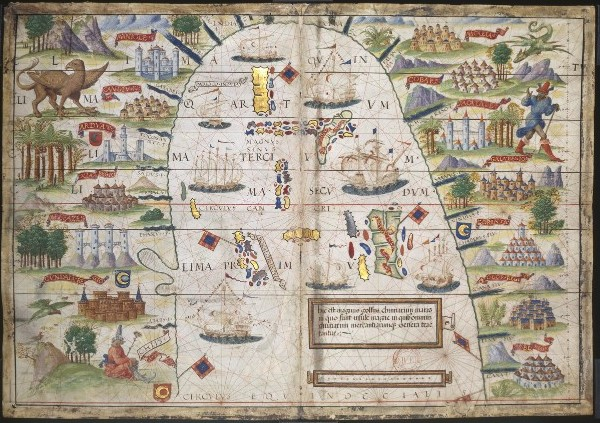
18 i 19. Mapa del "Magnus Golfus Chinarum" (Extrem Orient).
22 i 23. Mapa de la "Terra Brasilis" (actual Brasil i regions adjacents) i Atlàntic Sud.

Gran desplegable (anvers i revers)
Gran mapa del Mar Mediterrani i regions adjacents.
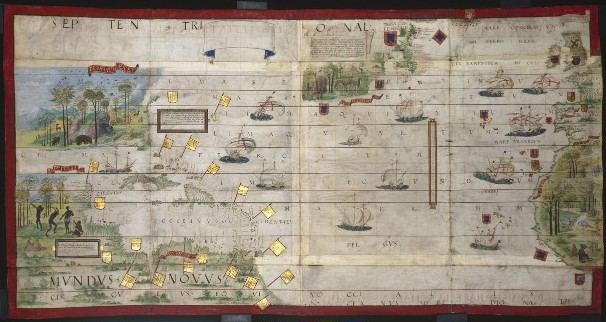
Gran mapa de l'Atlàntic Nord i actual Amèrica.

## Història

### Troballa

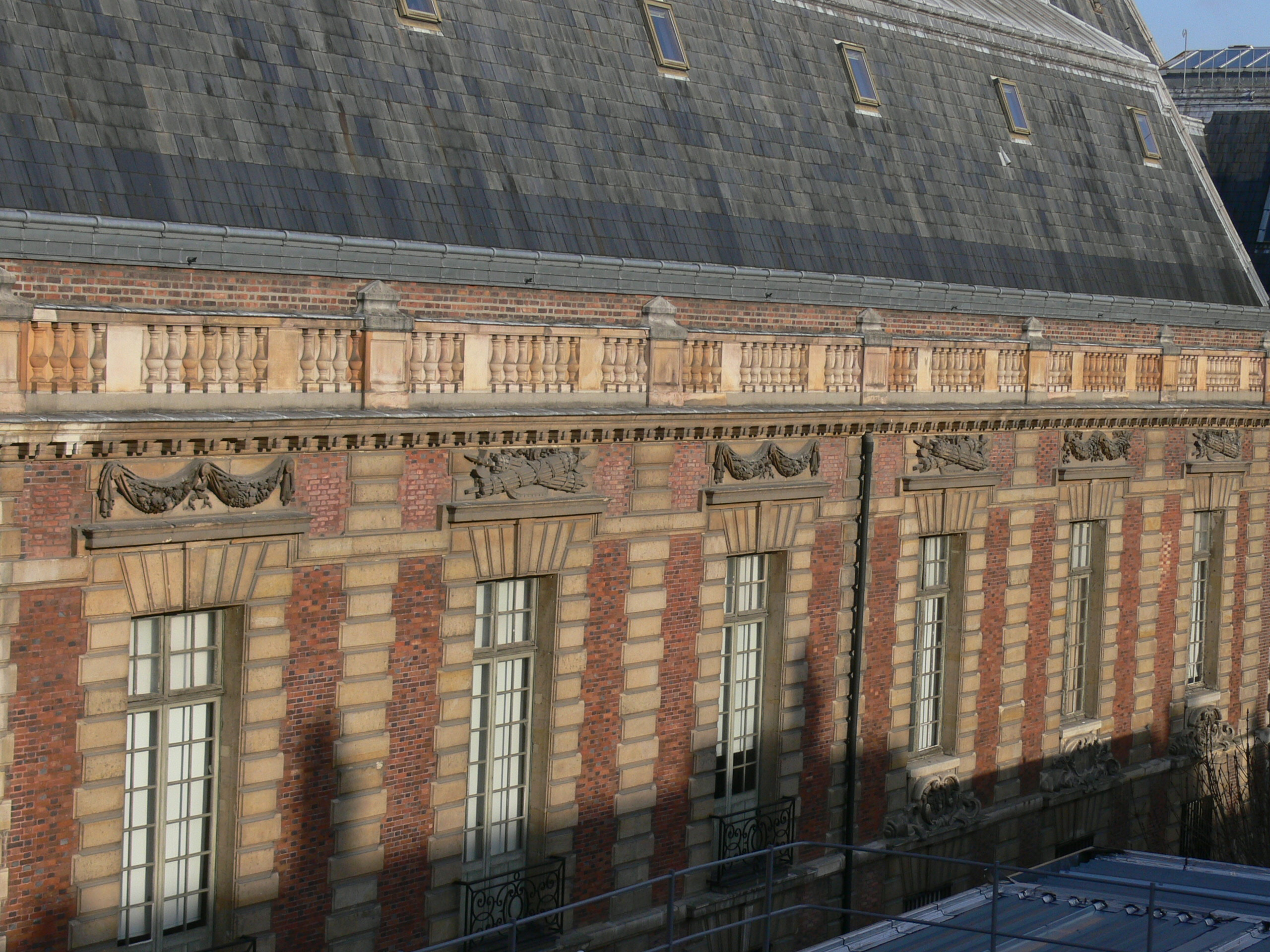
Edifici Richelieu de la Biblioteca Nacional de França, on es conserva actualment lAtlas Miller.

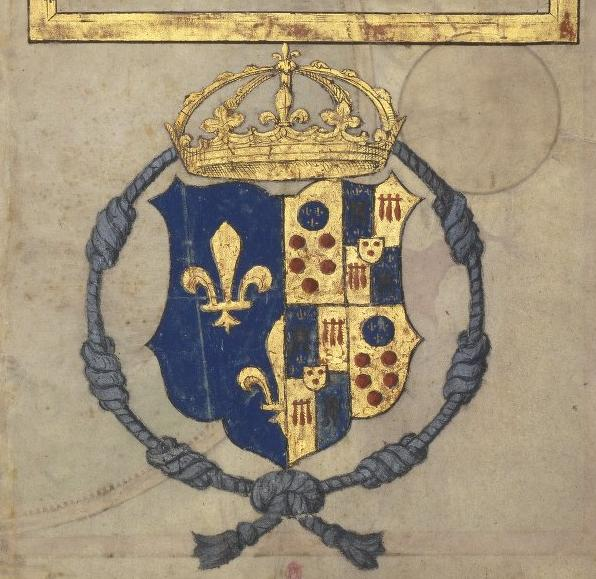
Escut d'armes de Caterina de Mèdici, posterior a 1559, a la portada de lAtlas Miller.

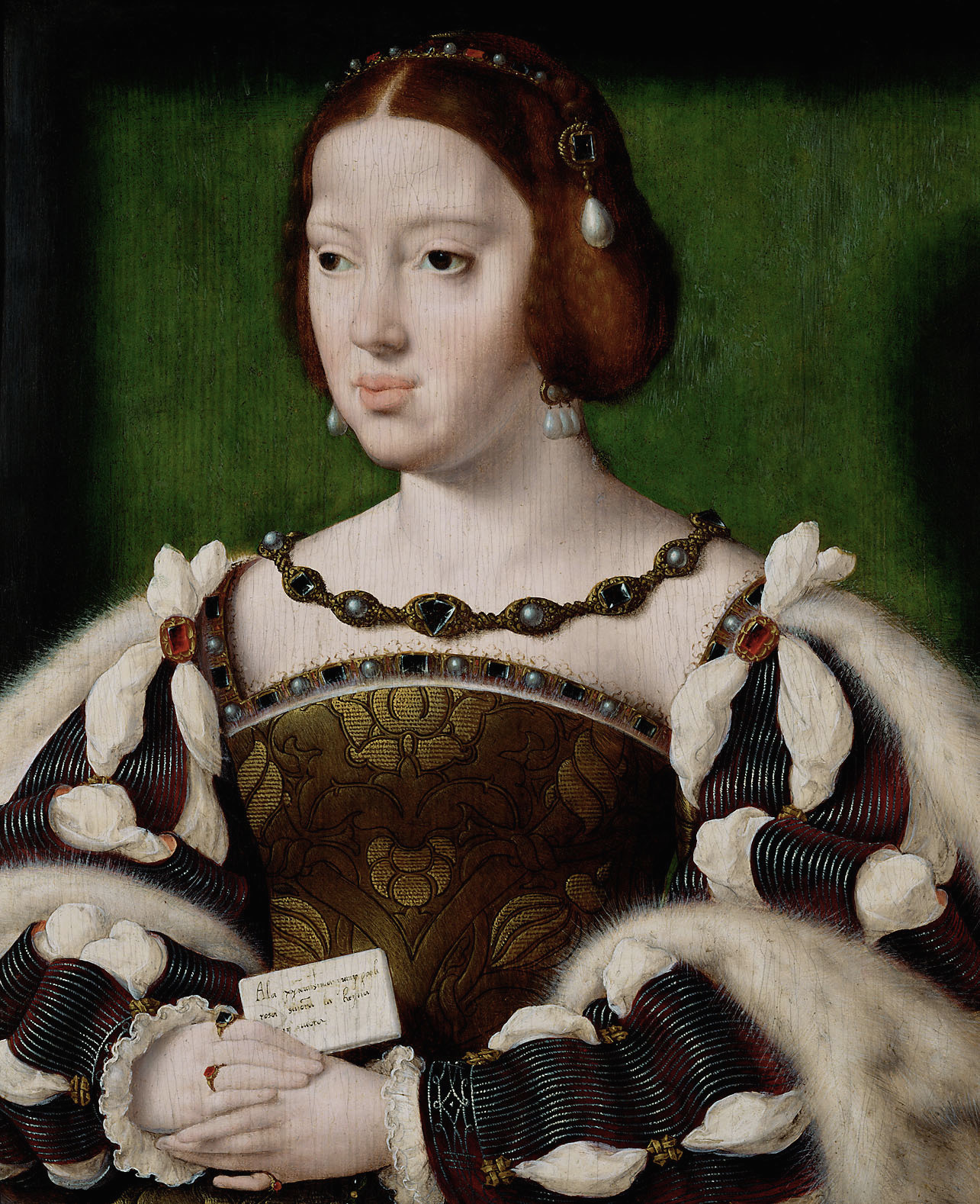
Leonor d'Àustria, casada primer amb Manuel I de Portugal i després amb Francisco I de França.

Els cinc fulls de l'atles que contenen mapes regionals se les va vendre el 1855 un llibreter de París anomenat Charavei al portuguès vescomte de Santarem, que el va revendre posteriorment a Emmanuel Miller, d'aquí el nom amb què es coneix avui l'atles. El 1897 la vídua d'Emmanuel Miller el va vendre al seu torn a la Bibliothèque Nationale (BNF), on es conserva actualment.
El mapamundi circular va aparèixer per separat molt més tard, en 1930, quan va ser subhastat a Londres. El comprador, Marcel Destombes, va organitzar el 1939 una reunió d'experts que va concloure que aquest mapamundi havia d'haver format part de l'Atlas Miller. Posteriorment, el 1976, Destombes va donar el mapa a la BNF.

### Autor i data
El full que conté el mapamundi circular mostra a l'altre costat, en alló que devia ser originalment la portada de l'atles enquadernat, una llegenda en llatí que diu que el mapamundi va ser realitzat pel cosmògraf Lopo Homem a Lisboa el 1519 per ordre del rei Manuel I de Portugal:
| « | Hec est universi orbis ad hanc usqz diem cogniti / tabula quam ego Lupus homo Cosmographus / in clarissima Ulisipone civitate Anno domini nostri / Millessimo quigentessimo decimo nono jussu / Emanuelis incliti lusitanie Regis collatis pluribs / aliis tam vetustorum qz recentiorum tabulis mag / na industria et dilligenti labore depinxi. | » |

Traducció:
| « | Aquest és el mapa de tot l'orbe de l'univers fins avui conegut, el qual jo Lupus Homo, cosmògraf, dibuixo amb gran indústria i diligent treball a la il·lustre ciutat de Lisboa l'any del nostre senyor de mil cinc-cents dinou, per ordre de Manuel, ínclit rei de Portugal, havent comparat molts altres mapes tant antics com moderns. | » |

És probable no obstant que la realització de l'atles es prolongués durant diverss anys, potser fins a 1522, i que altres autors a més de Homem hi intervinguessin. Abans del descobriment del mapamundi circular es pensava que l'atles era obra dels cartògrafs portuguesos Pedro Reinel i Jorge Reinel, pare i fill respectivament. Aquesta atribució s'ha mantingut a la historiografia portuguesa, si bé al registre bibliogràfic de la BNF figura Lopo Homem com a únic autor. D'altra banda, les abundants miniatures que decoren l'atles van haver de ser realitzades per algun il·luminador professional, atesa la gran qualitat. L'historiador Alfredo Marques va identificar Antonio d'Holanda com a possible autor, arribant a suggerir que aquest artista podria haver estat a més el coordinador general del projecte.

### Destinatari
L'atles va ser realitzat per ordre del rei Manuel I però no se sap amb certesa a qui estava destinat ni per quin camí va arribar a París. L'escut d'armes que figura actualment a la portada és el de Caterina de Médici, reina de França, i degué ser afegit després de 1559 perquè inclou un distintiu que indica que la reina estava vídua per aquell temps. Armant Cortesão va suggerir que el rei Manuel podria haver-li enviat l'atles com a regal al rei de França Francisco I ; Leon Bourdon va afirmar que podrien haver estat els fills de Lopo Homem els que ho portessin amb si en emigrar a França en els anys 1540; i Alfredo Marques va proposar la hipòtesi que fos un regal de casament de Manuel I per a la seva nova esposa, Leonor, germana del rei Carlos I d'Espanya, la qual en morir Manuel en 1523 se'l va emportar a Espanya i d'allà en 1530 a França en ser casada de nou amb el rei Francisco I.

## Contingut

### Mapamundi circular

Mapamundi o hemisferi circular de lAtlas Miller.

El primer mapa de l'atles és un mapamundi circular de 33 cm de diàmetre, sense indicació de meridians, paral·lels ni cap altra línia cartogràfica, la qual cosa impedeix saber si representa només un hemisferi o una part més àmplia de la superfície terrestre. l'eix vertical del mapa passa per Rússia, Palestina i l'est d'Àfrica mentre que l'eix horitzontal creua l'actual Brasil, l'illa de Madagascar i la península de Malaca. Si s'assumeix que l'eix horitzontal coincideix amb l'equador, llavors el continent africà sembla que es troba desplaçat al nord de la seva posició real.
La vora meridional del planisferi mostra una fantàstica terra austral que uneix Amèrica del Sud amb l'Extrem Orient i, per tant, fa suposadament impossible qualsevol navegació des de l'oceà Atlàntic cap a Àsia vorejant Amèrica pel sud. Aquesta era la ruta que seguiria l'expedició castellana capitanejada pel portuguès Fernando de Magallanes que precisament el 1519, data de realització d'aquest mapa, va partir de Sanlúcar de Barrameda.
Aquesta terra austral sembla convertir l'extensió marina formada pels oceans Atlàntic i Índic en un mar interior. Aquesta concepció geogràfica té un precedent en l'obra Esmeraldo de situ orbis, del també portuguès Duarte Pacheco Pereira, escrita cap a 1505-1508 i influenciada per les teories d'autors clàssics com Ptolomeo o Pomponio Mela i per certs passatges bíblics. També apareix esmentada en un paràgraf de text del mapa de Piri Reis.

### Mapes regionals

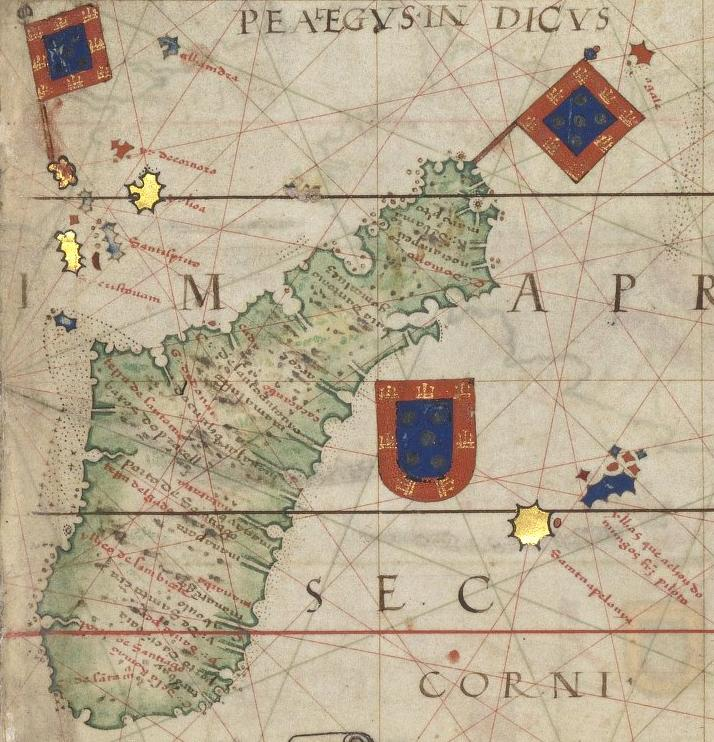
Illa de Madagascar al mapa d'Àfrica meridional.

L'Atlas Miller inclou set mapes regionals; li falta un full que degué contenir un vuitè mapa, probablement del continent africà. Els set mapes són força homogenis en la seva grandària, estil decoratiu i convencions cartogràfiques. Tots presenten la típica xarxa de línies de rumbs de les cartes portolanes medievals, amb l'habitual tronc de llegües. A més cadascú inclou un meridià graduat en latituds, l'equador i els tròpics a les seves latituds corresponents i, a la manera de la Geografia de Claudi Ptolemeu, els paral·lels que delimiten els climata ptolemaics. Tots estan orientats amb el nord cap amunt.
El primer mapa regional, a l'enquadernació original de l'Atlas, és el de les costes d'Europa septentrional (pàgines 6 i 7), que abraça des de Bretanya pel sud fins al mare congelatu d'Islàndia pel nord. La toponímia és abundant a França, Flandes i les illes Britàniques però gairebé inexistent al Bàltic i Escandinàvia. la pàgina següent mostra la meitat occidental d'un mapa de l'Atlàntic amb una exacta representació de les illes Açores ("insule Ancipitrum") i d'una illa Verda ("insula Viridis") que podria ser Groenlàndia. La meitat oriental d'aquest mapa probablement mostrarà la península ibèrica, però aquesta part de l'atles s'ha perdut.
Àfrica a penes apareix representada a les cartes regionals de l'Atlas Miller perquè falta el full que probablement contenia en un costat un mapa del continent sencer (pàgines 10 i 11 a l'enquadernació original) i a l'altre costat una imatge més detallada de l'Àfrica meridional, la qual continuava per occident el fragment de mapa que avui mostra Madagascar (pàgines 12 i 13). Aquesta illa es representa amb el nom “insule divi laurentii” i amb molts topònims, indicant una llegenda de forma explícita que els seus habitants són musulmans.
El mapa de l'oceà Índic (pàgines 14 i 15 de l'atles) mostra a la meitat occidental uns traçats costaners molt exactes, amb latituds en general molt correctes. La meitat oriental és més errònia, tot i que mostra el litoral de Birmània i el delta del riu Ganges en la seva posició correcta. Al mapa d'Insulindia (pàgines 16 i 17) es poden veure les ciutats de Malaca, conquerida pels portuguesos en 1511, i Singapur, així com les illes Moluques (anomenades "Malucus Insule"). Una llegenda en llatí diu que més enllà de Sumatra ("Trapobana") hi ha un total de 1378 illes.
El mapa del Magnus Golfus Chinarum (pàgines 18 i 19) mostra un traçat geogràfic totalment erroni. No dona el nom de cap localitat costanera, limitant la toponímia a les grans regions. Aquest mapa presenta la peculiaritat que dos dels vaixells dibuixats com a decoració no mostren insígnies de Portugal ni de països musulmans, com a la resta de l'atles, per la qual cosa podrien representar joncs de Java.

Detalls dels mapes d'Insulíndia i Extrem Orient
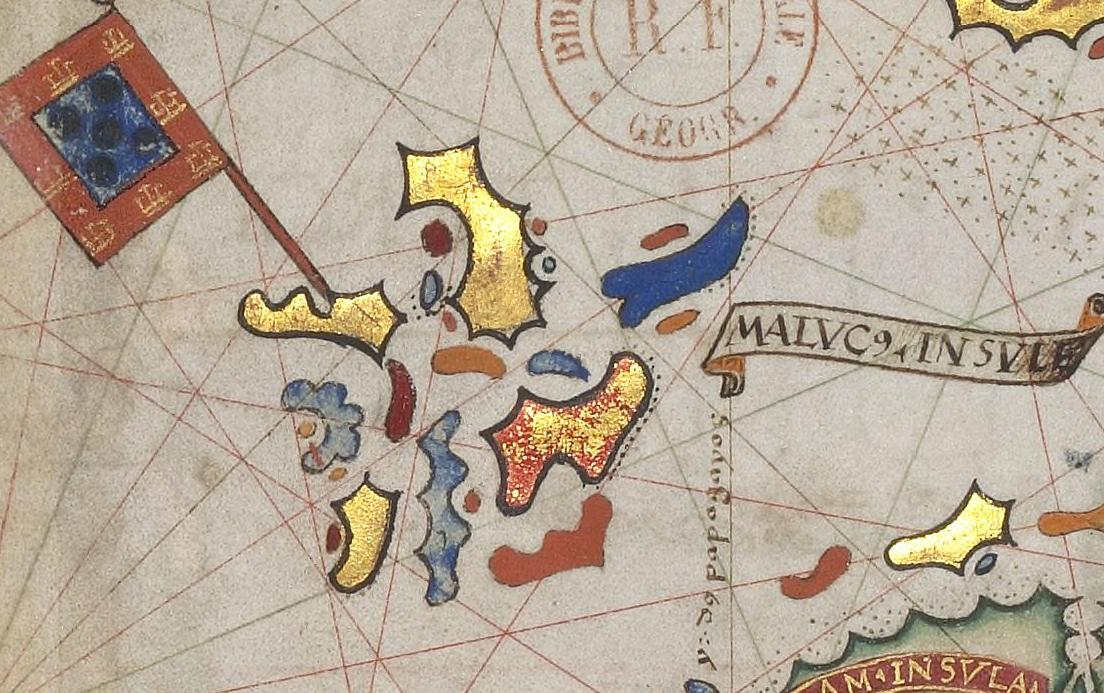
Illes Moluques.
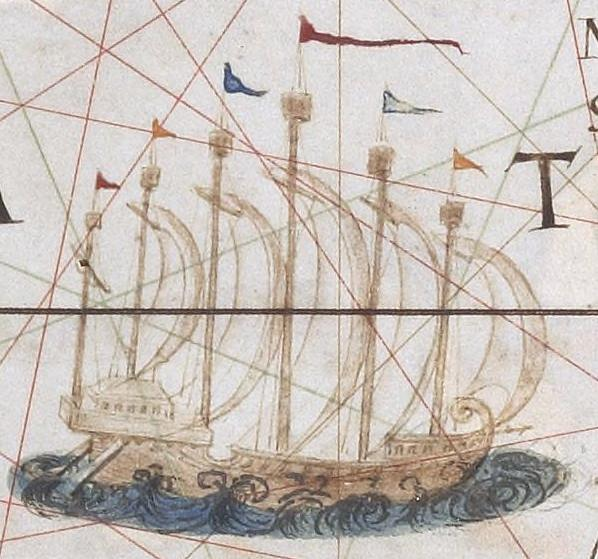
Vaixell de sis pals que podria ser un jonc de Java.
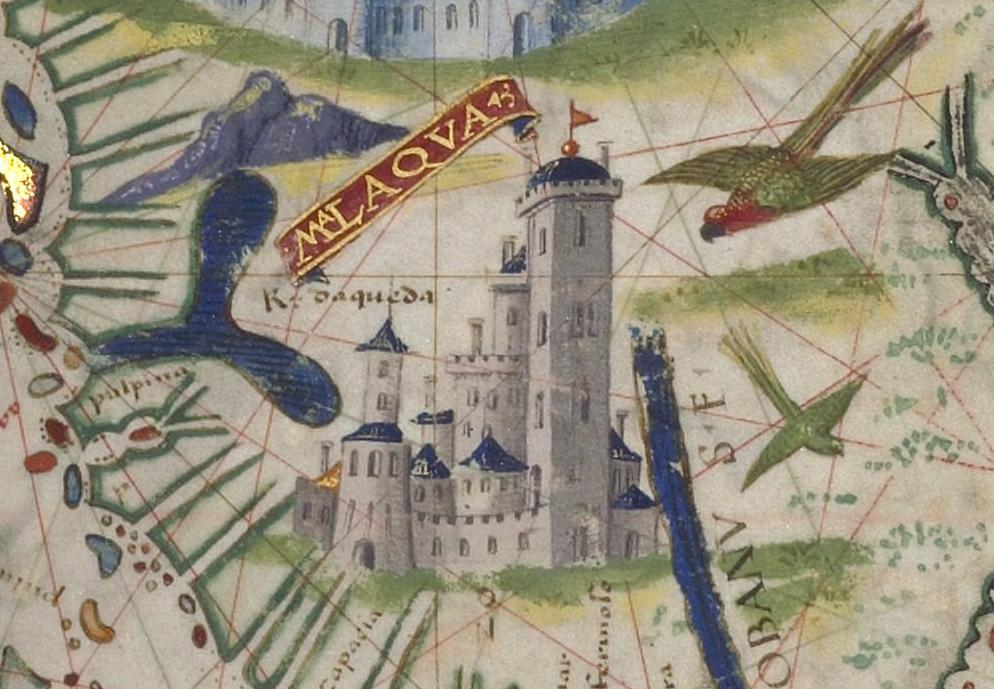
Ciutat de Malaca.

El mapa de la "Terra Brasilis" o "Regionis magni brasilis" (pàgines 22 i 23) mostra el continent sud-americà des de la costa nord de l'actual Brasil fins a més enllà de l'estuari del Riu de la Plata pel sud. Té una gran quantitat de topònims, molts més que qualsevol altre mapa del Brasil de dècades anteriors o posteriors. A l'extrem nord-occidental, en una regió desproveïda de toponímia, apareix la desembocadura d'un o dos grans rius que Marques identifica amb l'Amazones. Curiosament, la persona que va decorar aquest mapa va cometre un error en retolar el tròpic de Capricorn, al qual va anomenar "Circulus Cancri".

Detalls del mapa de la Terra Brasilis
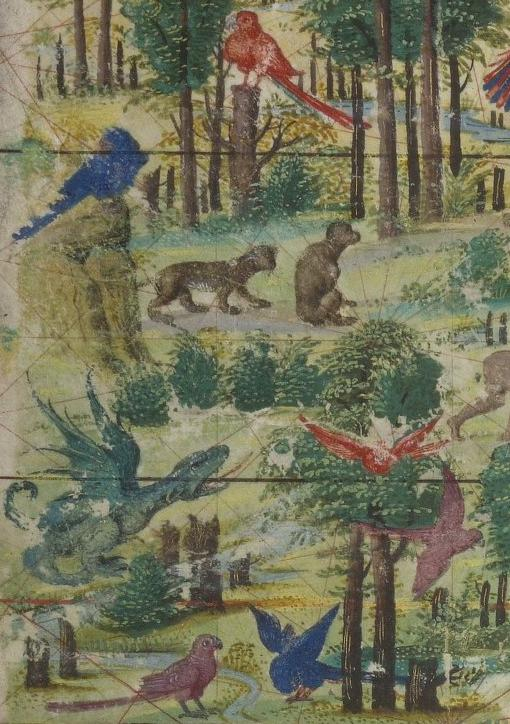
Fauna i flora sud-americanes.
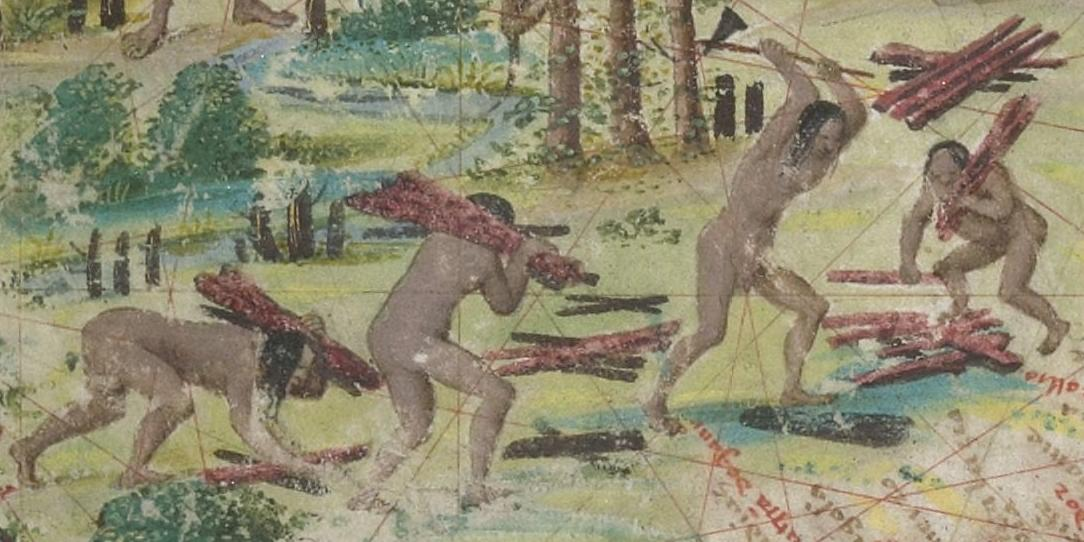
Indígenes recollint Pal brasil.
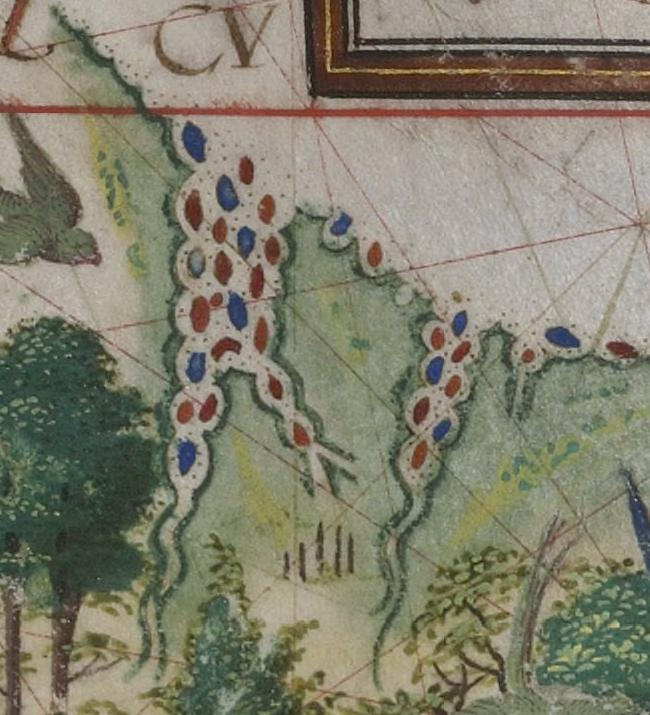
Desembocadura de dos rius que podrien ser l'Riu Amazones.

### Gran desplegable
l'Atlas Miller inclou un desplegable de dimensions sensiblement més grans que la resta de l'obra (61 x 118 cm). Per un dels costats presenta un mapa del mar Mediterrani i regions adjacents; de l'altra un mapa de l'Atlàntic nord, que inclou els recents descobriments al continent americà.

El mapa del Mediterrani abasta l'espai tradicional de les cartes portolanes mediterrànies, lleugerament expandit per incloure el mar Caspi ("Hyrcanius mare") i el golf Pèrsic. Té una xarxa de línies de rumbs que es distribueixen en dos cercles de roses de vents, no en només un com és el cas dels mapes regionals de l'Atlas. Contràriament a aquests no mostra tronc de llegües però sí un meridià graduat en latitud i, una mica poc freqüent, diverss paral·lels amb graduacions incompletes en longitud.

Detalls del mapa desplegable del Mediterrani
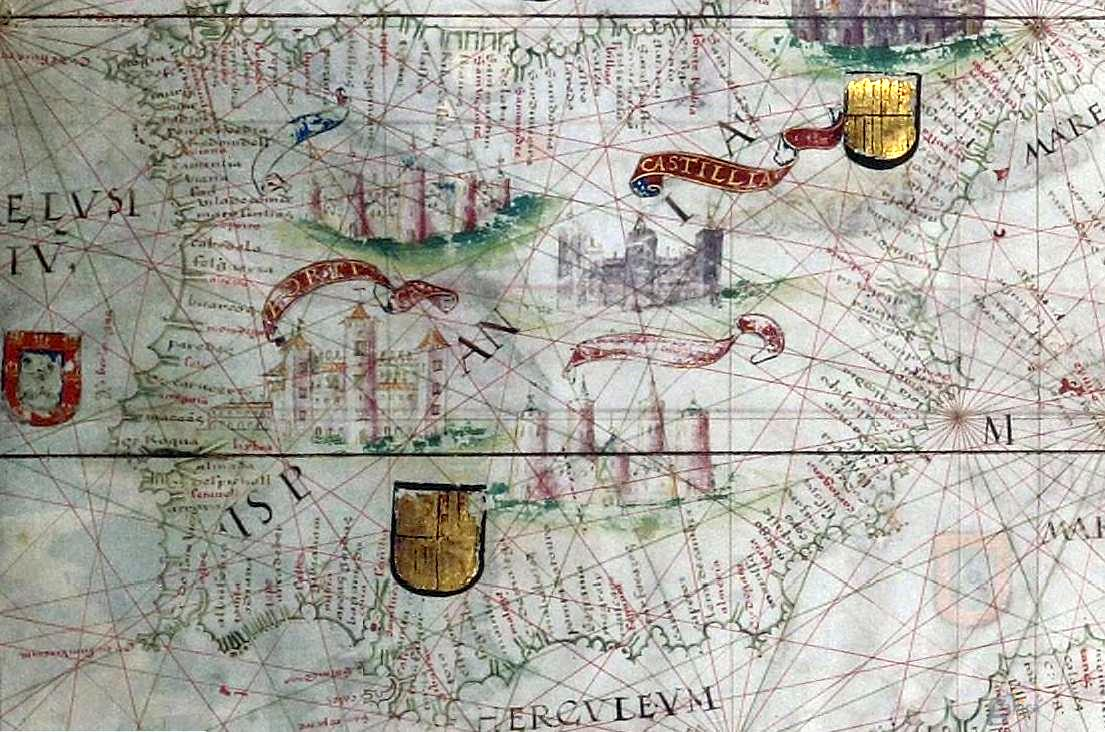
Península ibèrica.
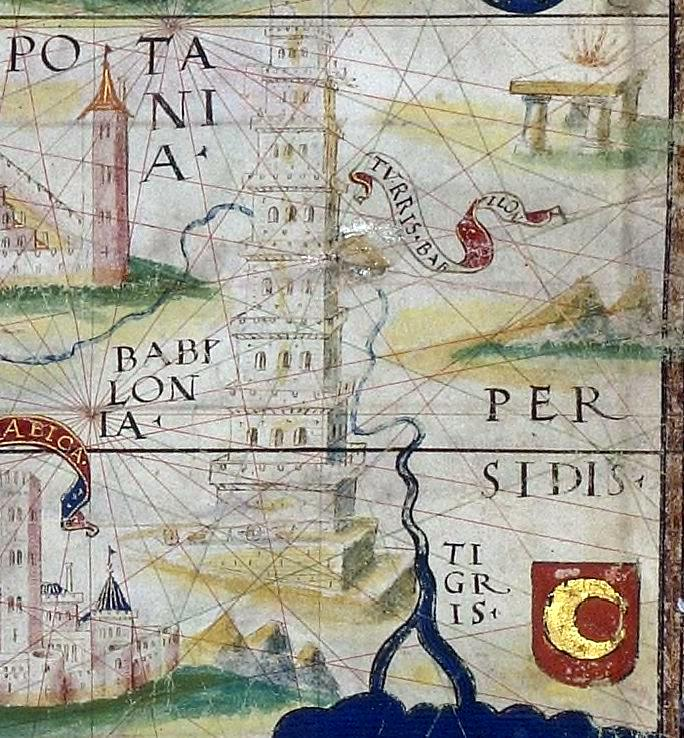
Torre de Babilònia.
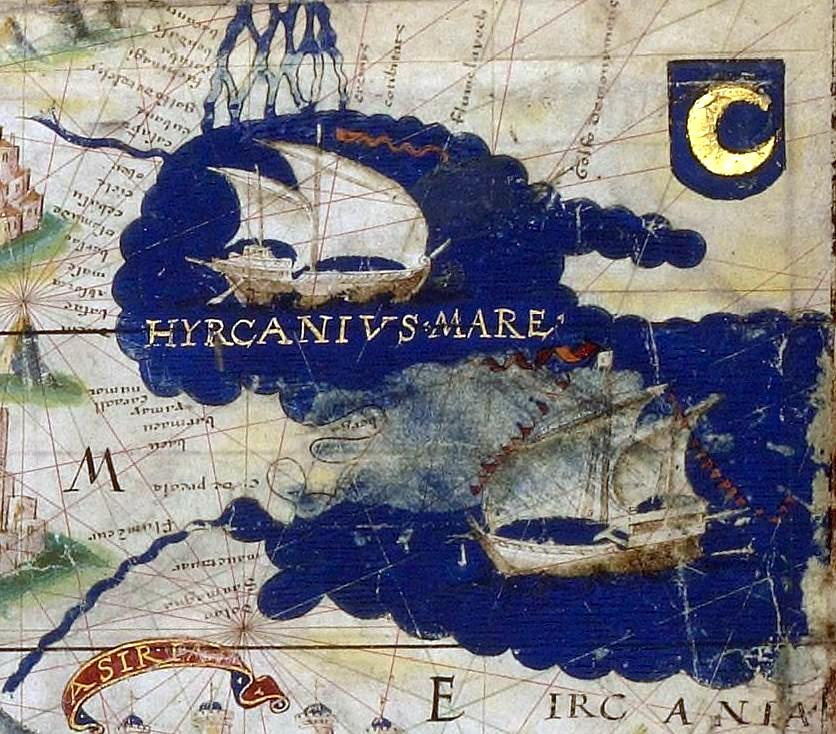
Mar Caspi.

El mapa de l'Atlàntic Nord inclou des de les costes occidentals d'Europa i Àfrica fins a les illes i terres continentals d'Amèrica (anomenada Mundus Novus). Difereix dels altres tipus d'atles en què no presenta línies de rumbs sinó una simple quadrícula ortogonal. Cortesão va interpretar aquest fet com una mostra més que l'Atlas Miller no va arribar a ser acabat mentre que Marques ha especulat que podria haver-se tractat d'una omissió deliberada per dificultar l'ús d'aquest mapa per a la navegació. Sí que inclou un tronc de llegües, un meridià graduat en latitud i els límits dels climata ptolemaics. Els topònims són abundants a la regió del Carib i al nord del continent, no havent-ni cap a les costes africanes. Hi ha tres cartel·les amb llegendes en llatí i una quarta, buida, que no va arribar a ser utilitzada. La situada més al nord descriu la "Terra Corte Regalis", al·lusió a les terres explorades per Gaspar Corte Real ; una altra diu que les costes dels actuals Estats Units formen un continent continu amb Noruega pel nord i amb Brasil pel sud, i la tercera afirma que a les Antilles del rei de Castella hi ha or. Una il·lustració representa a Amèrica del Nord una escena bucòlica al voltant d'una font, possible al·lusió a la font de l'eterna joventut que Juan Ponce de León va buscar per aquests paratges ("Terra Bimene"). Una altra miniatura mostra tres persones de pell negra a Centreamèrica que semblen discutir on començar una excavació mentre una quarta dispara una fletxa amb un arc. Aquestes figures podrien ser "indis de pell fosca" o potser alguns dels primers esclaus africans transportats a Amèrica.

Detalls del mapa desplegable de l'Atlàntic Nord
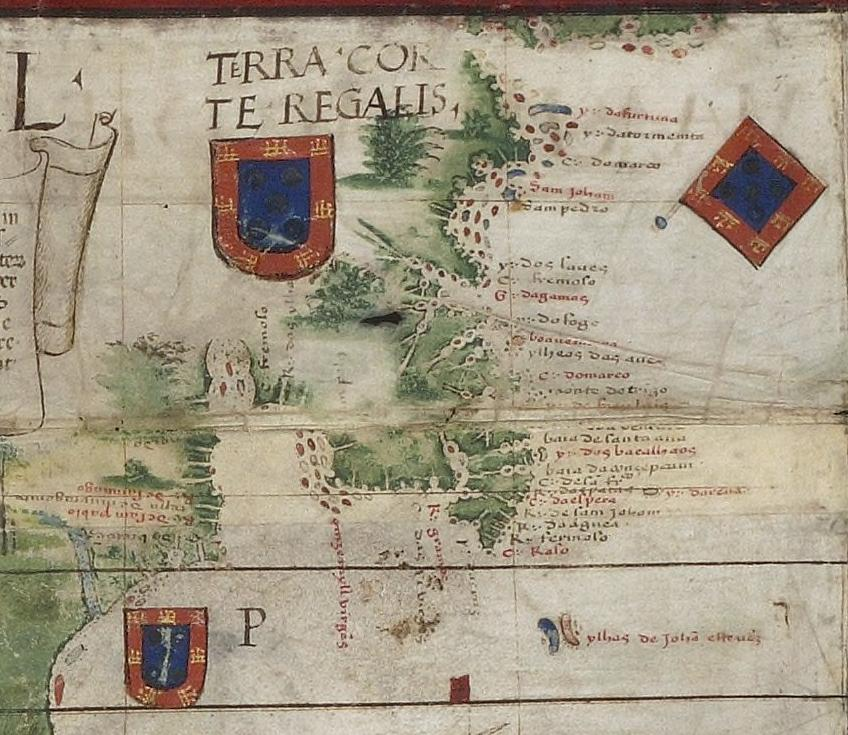
"Terra Cort Regalis", actual Terranova.
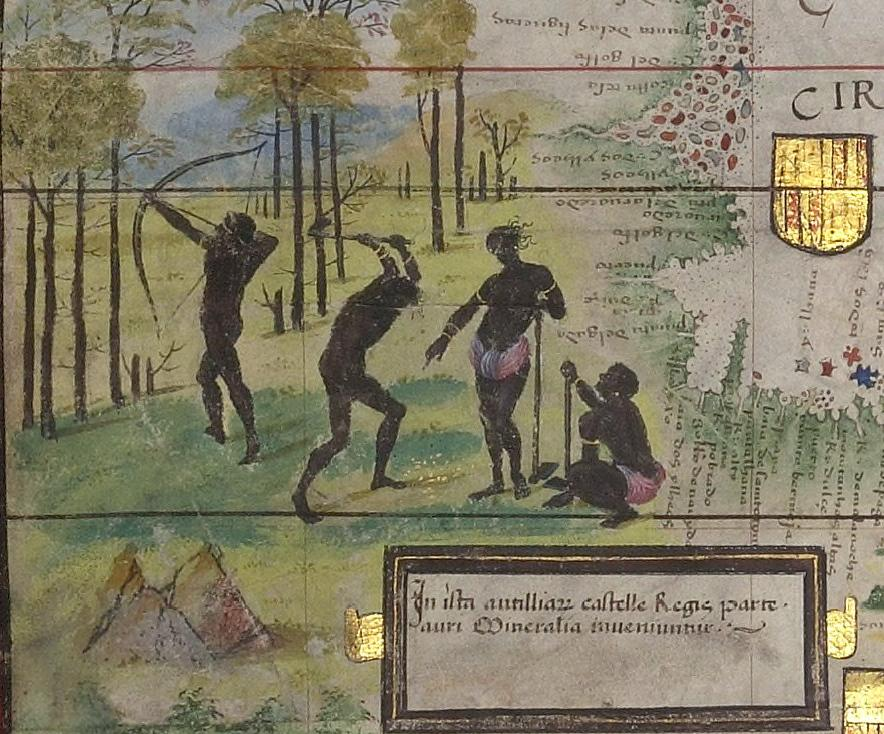
Personatges de pell negra a Centreamèrica.
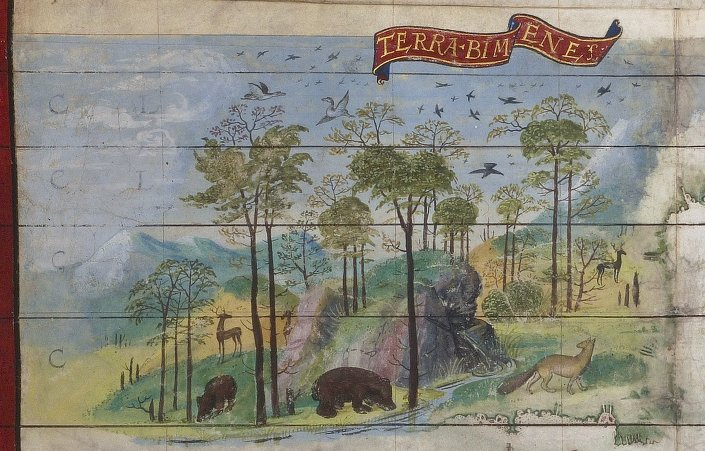
Paisatge bucòlic a "Terra Bimene".